# Секвенциальная логика
Секвенциальная логика — логика памяти цифровых устройств. Название «секвенциальная» восходит к англ. sequential. Соответствующая логика может именоваться также как последовательностная, хотя последний термин по преимуществу употребляется в связи с логическими автоматами.
Секвенциальная логика отличается от комбинационной логики тем, что моделирует цифровые устройства с учётом предыстории их функционирования (то есть предполагается наличие памяти, которая в комбинационной логике не предусмотрена).

## Характеристика
Секвенциальная логика является разделом дискретной математики. Она развивается в рамках теории цифровых схем в тесной связи с комбинационной логикой, булевой алгеброй и конечными автоматами.
В зависимости от регламента функционирования цифровые устройства подразделяются на синхронные и асинхронные. Соответственно их поведение подчиняется либо синхронной, либо асинхронной логике.

## Синхронная секвенциальная логика
При логическом моделировании устройств с памятью особая роль отводится фактору времени, который в синхронных схемах естественным образом учитывается тактами конечного автомата. Такты определяют моменты смены состояний автомата, то есть, синхронизируют соответствующую функцию.
Математический аппарат синхронной логики задают автоматные модели Мили и Мура.

## Асинхронная секвенциальная логика
Асинхронная секвенциальная логика для выражения эффекта запоминания использует моменты смены состояний, которые задаются не в явном виде, а исходя из сопоставления логических величин по принципу «раньше-позже». Для асинхронной логики достаточно установить очерёдность смены состояний безотносительно каких-либо привязок к реальному или виртуальному времени.
Теоретический аппарат секвенциальной логики составляют математические инструменты секвенции и венъюнкции, а также логико-алгебраические уравнения на их основе.

### Секвенция
Секвенция (лат. sequentia – последовательность) — это последовательность пропозициональных элементов, представляемая упорядоченным множеством, например, {\displaystyle \left\langle x\right\rangle =\left\langle x_{1}\,x_{2}\,\ldots \,x_{\mathrm {n} }\right\rangle }, где {\displaystyle x_{i}\in \left\{0,1\right\}.}
Посредством секвенции реализуется двоичная функция {\displaystyle z=\varphi \left(\left\langle x\right\rangle \right)}, такая, что {\displaystyle z=1} имеет место только в случае
{\displaystyle \left(x_{1}\land x_{2}\land \,\ldots \,x_{\mathrm {n} }\right)=1} при условии, что {\displaystyle \left(x_{i}=1\right)\prec \left(x_{j}=1\right)} для всех {\displaystyle \mathrm {\,i<j} .} (Символ {\displaystyle \prec } задаёт отношение опережения).
Секвенциальная функция обращается в единицу при единичных значениях аргументов, установка которых осуществляется поочерёдно, начиная с {\displaystyle x_{1}} и заканчивая {\displaystyle x_{\mathrm {n} }}. Во всех остальных случаях — {\displaystyle z=0}.

### Венъюнкция
Венъюнкция — это асимметрическая логико-динамическая операция {\displaystyle \angle \,,} согласно которой связка {\displaystyle x\,\angle \,y} принимает единичное значение только в случае {\displaystyle x\,\land \,y=1} при условии, что в момент установления {\displaystyle x=1} равенство {\displaystyle y=1} уже имело место.
Истинность венъюнкции обусловлена переключением {\displaystyle x=0/1} на фоне {\displaystyle y=1.}
Логическая неопределённость выражается посредством венъюнкции: {\displaystyle 1\,\angle \,1.}
Венъюнкция и минимальная (двухэлементная) секвенция функционально идентичны: {\displaystyle x\,\angle \,y\ =\left\langle y\,x\right\rangle .}

### Реализация
Венъюнктор является основным операционным элементом памяти секвенциальной логики. Он реализуется на основании равенства
{\displaystyle x\land \left({\bar {x}}\lor x\,\angle \,y\right)=x\,\angle \,y,} где формула {\displaystyle \left({\bar {x}}\lor x\,\angle \,y\right)} представляет функцию SR-триггера.
Секвентор строится на основе композиции из соединённых определённым образом венъюнкторов. Например, для реализации
секвентора {\displaystyle \left\langle x\,y\,z\,u\,v\right\rangle } пригодны следующие формулы:
{\displaystyle v\,\angle \,\left(u\,\angle \,\left(z\,\angle \,\left(y\,\angle \,x\right)\right)\right),\,\left\langle x\,y\right\rangle \land \left\langle y\,z\right\rangle \land \left\langle z\,u\right\rangle \land \left\langle u\,v\right\rangle .}